# Cosmosoma pulchrum
Cosmosoma pulchrum là một loài bướm đêm thuộc phân họ Arctiinae, họ Erebidae.